# 林朝聘
林朝聘（1525年—？），字君珍，福建福州府閩縣人，民籍，明朝政治人物。

## 生平
嘉靖三十七年（1558年）戊午科福建鄉試第十三名舉人。嘉靖三十八年（1559年）聯捷己未科會試第一百二十五名，三甲第九十八名進士。

## 家族
曾祖林椿；祖父林一能，封知縣 加封戶部員外郎；父林繼顯，知州。母陳氏（封孺人）。具庆下。